# Chivi
José Francisco Córdoba, més conegut com  El Chivi (pornoautor), és un cantautor sortit de l'escola de Los Calasancios Madrid (Espanya). Va néixer a Madrid el 13 de gener del 1977. Des de molt jove, va seguir l'obra dels grans cantautors de l'època i sota la seva influència, començà a compondre les seves primeres cançons el 1995. Aquelles lletres dels seus orígens eren molt diferents a les d'avui; parlen d'amor, desamor i de les seves aventures d'adolescent. Després de diversos intens fallits per fer-se un forat dins el panorama musical, entrà a la universitat per estudiar dret.

## Carrera musical
Es va donar a conèixer amb el disc "Radikal" (sense discogràfica, el va gravar a casa seva), però sobretot amb el tema "Soy como soy", encara que abans d'aquest single havia tret un disc, "Grandes fracasos", el qual només va ser distribuït entre amics. Les seves lletres tenen fan una crítica social d'idees d'esquerres i republicanes, com a "Pesadilla en valverde street" (De cantautor a pornoautor), on parla de la teleporqueria. Els seus àlbums es caracteritzen per tenir un petit intro de 10 a 30s, avançant-nos el tema del qual parla la cançó i ridiculitzen el panorama actual espanyol. L'àlbum "Nuevo catecismo" no té massa crítica social.
A l'àlbum "De cantautor a pornoautor" parla sobre el seu estil de música, sobre les seves lletres provocatives amb molt humor. A "Verdades como puños" apareixen lletres ridiculitzants com "pija ella/pijo él", "telenovela", "nos hemos vuelto lokos" i d'altres on la crítica és contínua, com les que dedica al programa de televisió Operación Triunfo L'any següent edita "Sin pelos en la lengua", un recopilatori d'algunes cançons de "radikal" i del "nuevo catecismo" juntament amb set temes inèdits, tocats només amb guitarra. La cançó "Trenes para el cielo", és un homenatge a les víctimes de l'11M.
El 22 de novembre del 2005 va treure el seu últim àlbum "Spanish psycho" amb la col·laboració de músics de renom, i a partir de 2008 edita els seus discos amb el nom José Córdoba.

## Discografia
Com El Chivi
- Grandes fracasos 1996
- Radikal 1997
- Nuevo catecismo 1998
- De cantautor a pornoautor 1999
- Verdades como puños 2002
- Hasta los más cerdos tienen sentimientos 2002
- Sin pelos en la lengua 2003
- Spanish psycho 2005
- Quince sombras de Chivi 2014

Com José Córdoba
- Estado Natural (2008)
- Polos opuestos (2017)